# La bella y la bestia (musical)
La bella y la bestia es un musical con libreto de Linda Woolverton, música de Alan Menken y letras de Howard Ashman y Tim Rice, basado en la película homónima de Walt Disney Animation Studios de 1991, que a su vez es una adaptación del cuento de hadas francés escrito por Jeanne-Marie Leprince de Beaumont en el siglo XVIII. El espectáculo relata la historia de un joven príncipe transformado en una horrible bestia como castigo a su comportamiento cruel y egoísta, y de una muchacha llamada Bella a quien la bestia encierra en su castillo a cambio de la libertad de su padre. Para convertirse en humano otra vez, el príncipe deberá ganarse el amor de Bella antes de que sea demasiado tarde.
La versión teatral de La bella y la bestia incluye varias canciones de Alan Menken que no aparecían en la película original, además de los temas presentes en la cinta de animación. Debido a que Howard Ashman había fallecido en 1991, Tim Rice fue contratado para escribir las letras de las nuevas composiciones.
Desde su estreno en Broadway en 1994, el musical ha sido visto por más de 35 millones de espectadores en todo el mundo y su recaudación global asciende a 1 700 millones de dólares.

## Argumento

### Acto I
En una fría noche de invierno, una anciana mendiga llega a un hermoso castillo perteneciente a un joven príncipe. La anciana le pide cobijo para pasar la noche y resguardarse del frío a cambio de una simple rosa. Pero el príncipe es vanidoso, cruel y egoísta, y rechaza a la anciana únicamente por su desagradable aspecto. Ella le advierte que no se deje engañar por las apariencias, ya que la verdadera belleza se encuentra en el interior. Al ser rechazada de nuevo y ver que en su terrible corazón no hay amor, la anciana se transforma en una hermosa hechicera y convierte al príncipe en una horrible bestia y a sus sirvientes en diferentes objetos domésticos. La rosa que ella le ha ofrecido es en realidad una rosa encantada que florecerá por muchos años. Si él aprende a amar y a ganarse el amor de una doncella antes de que caiga el último pétalo, el hechizo se romperá. Si no, quedará condenado a seguir siendo una bestia para siempre («Prologue»).
Diez años más tarde, en una aldea cercana, una joven llamada Bella se dirige a la librería a buscar un nuevo libro. Por el camino, Bella expresa su deseo de vivir aventuras emocionantes y conocer otros lugares, mientras los habitantes del pueblo murmuran a sus espaldas porque encuentran rara su afición a la lectura. Bella también ha llamado la atención de Gastón, un vanidoso cazador admirado por todo los aldeanos que siempre va acompañado de su compinche Lefou. Gastón únicamente valora a Bella por ser la joven más bonita del lugar y no por su inteligencia («Belle»).
Bella no es ajena a las habladurías de los habitantes del pueblo y se lo comenta a su padre, Maurice, un excéntrico inventor. Maurice consuela a su hija y le asegura que no hay nada raro en ella («No Matter What»). Después de dar los últimos retoques a su nuevo invento, una máquina para cortar troncos, el anciano parte hacia la feria comarcal llevando una bufanda de punto que Bella ha tejido para él («No Matter What (Reprise)»). 
En el bosque, Maurice es atacado por una manada de lobos y se refugia en un misterioso castillo, sin saber que pertenece a la Bestia. El anciano es recibido por los sirvientes del castillo, entre los que se encuentra Lumière, el ayuda de cámara convertido en candelabro, Dindón, el mayordomo convertido en reloj de sobremesa, Babette, una criada convertida en plumero, la Sra. Potts, la cocinera convertida en tetera, y Chip, el hijo de la Sra. Potts convertido en tacita. Cuando la Bestia descubre a Maurice, lo encierra en una mazmorra por adentrarse sin permiso en su morada.
De vuelta en el pueblo, Gastón propone matrimonio a Bella, pero ella lo rechaza educadamente («Me»). Horrorizada por el atrevimiento de Gastón, Bella sueña una vez más con una vida fuera de la aldea («Belle (Reprise)»). Lefou regresa del bosque llevando consigo una bufanda que ha encontrado abandonada. Bella reconoce la bufanda de Maurice y deduce que su padre debe estar en peligro. La joven sale en su busca y acaba topándose con el castillo, donde encuentra a Maurice encerrado en la mazmorra. Bella ofrece a la Bestia cambiarse por el anciano y este acepta, enviando a Maurice de vuelta al pueblo sin poder siquiera despedirse de su hija. La Bestia traslada a Bella a una habitación de invitados y le ordenada acompañarle en la cena. Bella se lamenta de su destino («Home»), y la Sra. Potts y Madame de la Grande Bouche, una cantante de ópera convertida en armario ropero, intentan consolarla («Home (Reprise)»).
En la taberna de la aldea, Gastón se siente humillado por la negativa de Bella a casarse con él, mientras Lefou y los clientes del establecimiento tratan de animarlo («Gaston»). Maurice llega contando que una bestia ha encerrado a su hija y todos se ríen de él tomándolo por loco, pero Gastón ve en la demencia del anciano una oportunidad para presionar a Bella («Gaston (Reprise)»). En el castillo, la Bestia se está impacientando porque Bella aún no se ha reunido con él para cenar, cuando Dindón le informa de que la joven no va a bajar. La Bestia discute con Bella y le dice que si no quiere comer con él, entonces no comerá nada. En sus aposentos, la Bestia se desespera asumiendo que el hechizo no se va a romper nunca («How Long Must This Go On?»). Mientras tanto, Bella está hambrienta y se dirige a la cocina para comer algo. Los objetos encantados le sirven la cena a pesar de las órdenes de su amo y le ofrecen un increíble espectáculo de cabaret («Be Our Guest»).
Después de cenar, Bella hace una visita guiada por el castillo, cortesía de Dindón y Lumière, y su curiosidad la lleva a adentrarse en el ala oeste, un lugar al que tiene prohibido el acceso. Hipnotizado por una misteriosa rosa flotando dentro una campana de cristal, Bella está punto de tocarla, pero la Bestia se lo impide y la expulsa de la estancia violentamente. Temiendo por su vida, la joven huye del castillo espantada. La Bestia se da cuenta del error que ha cometido y se lamenta de su suerte («If I Can't Love Her»).

### Acto II
En el bosque, los lobos atacan a Bella, pero en el último momento la joven es rescatada por la Bestia, quien resulta herido durante la pelea. En lugar de aprovechar la oportunidad para escapar, Bella ayuda a la Bestia a volver al castillo y le limpia las heridas. Como regalo de agradecimiento, la Bestia ofrece a Bella su enorme biblioteca y logra emocionar a la joven. Ella nota una transformación en la personalidad de la Bestia y los sirvientes comienzan a observar un cambio en la relación entre los dos («Something There»). Los sirvientes expresan su esperanza de volver a ser humanos, mientras Bella le pide a la Bestia que cenen juntos esa noche («Human Again»).
De vuelta en el pueblo, Gastón y Lefou se reúnen con Monsieur D'Arque, el dueño del manicomio local. Gastón planea encerrar a Maurice y así chantajear a Bella para que se case con él («Maison Des Lunes»). En el castillo, la Bestia y Bella asisten a una encantadora cena y a un baile privado en el salón («Beauty and the Beast»). Durante la velada, la Bestia, que tiene previsto confesarle a Bella que la ama, le pregunta si ella es feliz en el castillo. Bella responde que sí, pero también le dice que echa de menos a su padre. Él le ofrece su espejo mágico para que vea cómo se encuentra Maurice y la joven descubre horrorizada que el anciano está enfermo y perdido en el bosque buscando el camino al castillo. La Bestia permite a Bella partir para que pueda socorrer a su padre («If I Can't Love Her (Reprise)»).
Bella encuentra a Maurice y lo lleva de regreso al pueblo. Mientras el anciano se recupera con los cuidados de su hija, ella le explica la transformación que ha experimentado durante su estancia con la Bestia («A Change in Me»). Una multitud encabezada por Gastón llega con la intención de llevarse a Maurice al manicomio. Bella prueba la cordura de su padre utilizando el espejo mágico para mostrar a la gente del pueblo que la Bestia es real, sin percatarse del error que está cometiendo. Los aldeanos inmediatamente se sienten aterrorizados por la Bestia, a pesar de que Bella insiste en lo gentil y amable que es. Gastón se da cuenta de que la Bestia es su principal rival por el afecto de Bella y organiza una turba para matarlo («The Mob Song»).
En el castillo, los sirvientes consiguen mantener a raya a la multitud («The Battle»), pero no pueden evitar que Gastón se abra paso y encuentre a la Bestia en el ala oeste. La Bestia recibe sin inmutarse los golpes de Gastón, ya que ha perdido la voluntad de vivir tras la marcha de Bella. De pronto aparece Bella y la Bestia recupera toda su fortaleza. A pesar de tener a Gastón a su merced, la Bestia le perdona la vida. Aprovechando un momento de distracción, el cazador clava su puñal en la espalda de la Bestia, pero este acto de violencia hace que pierda el equilibrio y muera al caer al vacío.
Bella promete a la Bestia que va a sobrevivir, aunque ambos saben que no puede hacer nada para salvarlo. La joven le ruega que no la abandone ahora que ha encontrado un hogar junto a él («Home (Reprise)»), pero a pesar de todo, La Bestia muere. Bella llora sobre su cuerpo y le dice que le ama justo en el momento en que cae el último pétalo de la rosa. Entonces se produce una transformación y la Bestia revive volviendo a su forma humana. Aunque al principio no le reconoce, Bella le mira a los ojos y ve a la Bestia en ellos. Los dos se besan y celebran cómo sus vidas han cambiado gracias al amor, bailando una vez más mientras los sirvientes, ahora humanos, se reúnen en el salón («Transformation»/«Beauty and the Beast (Reprise)»).

## Producciones

### Broadway
Antes de su llegada a Broadway, La bella y la bestia pudo verse a modo de prueba en el Houston Music Hall entre el 28 de noviembre y el 26 de diciembre de 1993, producido por Theatre Under the Stars y Disney Theatrical.
El estreno oficial neoyorquino tuvo lugar el 18 de abril de 1994 en el Palace Theatre, donde se representó hasta el 5 de septiembre de 1999, para a continuación ser transferido al Lunt-Fontanne Theatre entre el 11 de noviembre de 1999 y el 29 de julio de 2007. En total, la producción realizó 5 464 funciones regulares y 46 previas, y en la actualidad ocupa el décimo puesto en la lista de espectáculos de mayor permanencia en cartel en la historia de Broadway y el primero tanto en la del Palace Theatre, donde comenzó su andadura, como en la del Lunt-Fontanne Theatre, donde bajó el telón por última vez.
Dirigido por Robert Jess Roth, el montaje contó con coreografía de Matt West, diseño de escenografía de Stan Meyer, diseño de vestuario de Ann Hould-Ward, diseño de iluminación de Natasha Katz, diseño de sonido de T. Richard Fitzgerald, diseño de peluquería de David H. Lawrence, efectos de ilusionismo de Jim Steinmeyer y John Gaughan, prótesis de John Dods, orquestaciones de Danny Troob, supervisión musical de David Friedman y dirección musical de Michael Kosarin.
El elenco original incluyó a Susan Egan como Bella, Terrence Mann como Bestia, Burke Moses como Gastón, Gary Beach como Lumière, Beth Fowler como Sra. Potts, Heath Lamberts como Dindón, Kenny Raskin como Lefou, Tom Bosley como Maurice, Stacey Logan como Babette y Eleanor Glockner como Madame de la Grande Bouche.
La bella y la bestia se despidió de Broadway para dejar paso al siguiente musical de Disney Theatrical, La sirenita, también en el Lunt-Fontanne Theatre.

### West End
1997
En Londres debutó el 13 de mayo de 1997 en el Dominion Theatre del West End, con un reparto encabezado por Julie-Alanah Brighten como Bella, Alasdair Harvey como Bestia, Burke Moses como Gastón, Derek Griffths como Lumière, Mary Millar como Sra. Potts, Barry James como Dindón, Richard Gauntlet como Lefou, Norman Rossington como Maurice, Rebecca Thornhill como Babette y Di Botcher como Madame de la Grande Bouche. Las funciones se prolongaron hasta el 11 de diciembre de 1999.
2022
Entre el 24 de junio y el 17 de septiembre de 2022, una nueva versión reimaginada por el equipo creativo original de Broadway recaló en el London Palladium como parte de una gira por Reino Unido e Irlanda que había arrancado un año antes. Matt West fue el director y coreógrafo de esta propuesta que introdujo algunos cambios en el libreto, destacando la eliminación de los números musicales «No Matter What», «Maison Des Lunes» y «The Battle». El elenco en esta ocasión estuvo liderado por Courtney Stapleton como Bella, Shaq Taylor como Bestia, Tom Senior como Gastón, Gavin Lee como Lumière, Sam Bailey como Sra. Potts, Nigel Richards como Dindón, Louis Stockil como Lefou, Martin Ball como Maurice, Emma Caffrey como Babette, Samantha Bingley como Madame de la Grande Bouche y Angela Lansbury como la voz pregrabada de la narradora.

### México
1997
La première mundial en idioma español tuvo lugar el 8 de mayo de 1997 en el abandonado Teatro Orfeón de Ciudad de México, donde el espectáculo permaneció en cartel hasta el 28 de junio de 1998. Producido por Disney Theatrical, OCESA y Rock & Pop, el montaje contó con el mismo equipo artístico que la puesta en escena original de Broadway, con Keith Batten como director asociado, Dan Mojica como coreógrafo asociado y James May como director musical. La traducción y adaptación de las canciones al español fue realizada por Anthony Wakefield, Walterio Pesqueira y Alberto Alba.
Los papeles principales estuvieron a cargo de Lolita Cortés como Bella, Roberto Blandón como Bestia, Sergio Zaldívar como Gastón, Tonny Batres como Lumière, Norma Herrera como Sra. Potts (después de haber puesto voz al mismo personaje en el doblaje latinoamericano de la película de animación), René Azcoitia como Dindón, Lenny Zundel como Lefou, Jorge Alfredo Obregón como Maurice, Pía Aun como Babette y Estrella Ramírez como Madame de la Grande Bouche. 
En total, la producción mexicana realizó 420 funciones y fue vista por aproximadamente 650 000 espectadores.
2007
Coincidiendo con el décimo aniversario de su debut en México, La bella y la bestia volvió a representarse entre el 20 de septiembre de 2007 y el 21 de septiembre de 2008 en el Centro Cultural de Ciudad de México, producido de nuevo por OCESA. Los protagonistas esta vez fueron Ana Cecilia Anzaldúa como Bella, Mauricio Martínez y Federico Di Lorenzo compartiendo el papel de Bestia, Sergio Zaldívar repitiendo como Gastón, Daniel Araujo como Lumière, Ruth Ramírez como Sra. Potts, Gerardo González como Dindón, Enrique Chi como Lefou, Moisés Suárez como Maurice, Jolianna Andrade como Babette y Laura Cortés como Madame de la Grande Bouche. Además, la compañía contó con la colaboración estelar de Lolita Cortés como Bella, Carlos Rivera como Bestia y Rocío Banquells como Sra. Potts, quienes estuvieron en el reparto como artistas invitados por temporada limitada.

### Argentina
1998
En Argentina se estrenó el 26 de noviembre de 1998 en el Teatro Ópera de Buenos Aires, de la mano de Disney Theatrical, MAT Theatrical & Entertainment y D.G. Producciones, y cerró el 15 de agosto de 1999, siendo visto por aproximadamente 200 000 espectadores. El elenco estuvo formado por Marisol Otero como Bella, Juan Rodó como Bestia, Diego Jaraz como Gastón, Pablo Lizaso como Lumière, Mónica Núñez Cortés como Sra. Potts, Omar Pini como Dindón, Gustavo Monje como Lefou, Rodolfo Valss como Maurice, Alejandra Radano como Babette y Nelly Fontán como Madame de la Grande Bouche. Una de las chicas bobas fue interpretada por una joven Elena Roger, quien años después acabaría protagonizando Evita en el West End y en Broadway.
2010
La bella y la bestia regresó al Teatro Ópera de Buenos Aires entre el 26 de marzo y el 19 de septiembre de 2010, producido por Time for Fun y protagonizado por Magalí Sánchez como Bella, Martín Ruiz como Bestia, Federico Moore como Gastón, Carlos Silveyra como Lumière, Marisol Otero como Sra. Potts, Ricardo Bangueses como Dindón, Roger González como Lefou, Rodolfo Valss repitiendo como Maurice, Ana Fontán como Babette y Tiki Lovera como Madame de la Grande Bouche.

### España
1999
La primera producción en España, una réplica exacta del montaje de Broadway, se estrenó el 2 de diciembre de 1999 en el Teatro Lope de Vega de Madrid, de la mano de Disney Theatrical, MAT Theatrical & Entertainment y Rock & Pop (actualmente Stage Entertainment). Dan Mojica fue el director y coreógrafo asociado, con Moira Chapman como directora residente y James May como director musical. La traducción del libreto la llevó a cabo Juan Pedro de Aguilar, mientras que para la adaptación de las letras se mantuvieron un par de canciones del doblaje castellano de la película («La bella y la bestia» y «¡Qué festín!», adaptadas por Guillermo Ramos), y el resto se tomaron de la versión latinoamericana del musical, aunque modificando algunos fragmentos para acercarlos a la manera de hablar en España. La inversión total ascendió a 800 millones de pesetas.
El elenco original lo encabezaron Xènia Reguant como Bella, Carlos Marín, componente de Il Divo, como Bestia, Lisardo Guarinos como Gastón, Germán Torres como Lumière, Kirby Navarro como Sra. Potts, David Venancio Muro como Dindón, Víctor Ullate Roche como Lefou, Miguel de Grandy como Maurice, Dulcinea Juárez como Babette y Laura Inclán como Madame de la Grande Bouche.
Después de una exitosa andadura de 27 meses y aproximadamente 900 representaciones durante las cuales fue visto por cerca de 900 000 espectadores, La bella y la bestia bajó el telón el 3 de marzo de 2002, convirtiéndose en el musical de mayor permanencia en cartel en Madrid hasta la fecha. Este récord más tarde sería superado por otros títulos como Cabaret, Mamma Mia!, Hoy no me puedo levantar o El rey león.
2007
El 3 de octubre de 2007, un segundo montaje producido por Stage Entertainment se estrenó en el Teatro Coliseum de Madrid, en principio para una temporada limitada de seis meses, pero debido a la buena acogida del público las representaciones se prolongaron indefinidamente. Esta nueva puesta en escena, que había debutado dos años antes en Países Bajos, incluyó la canción «Un cambio en mí», escrita especialmente por Alan Menken y Tim Rice para la incorporación de Toni Braxton a la compañía de Broadway en 1998.
La producción fue dirigida por Glenn Casale, con coreografía de John MacInnis, diseño de escenografía de David Gallo, diseño de vestuario de Miguel Ángel Huidor, diseño de iluminación de Mike Baldassari, diseño de sonido de Gastón Briski, dirección residente de Moira Chapman y dirección musical de Santiago Pérez. En esta ocasión se volvió a utilizar la traducción del libreto de Juan Pedro de Aguilar, mientras que para la adaptación de las canciones se partió de la versión de 1999 pero recuperando algunos fragmentos más del doblaje castellano de la película y combinándolos con nuevas letras escritas por Alicia Serrat (por ejemplo, en temas como «Hogar», «Si no puedo amarla» o «Un cambio en mí»)
El reparto contó con Julia Möller como Bella, David Ordinas como Bestia, Pablo Puyol como Gastón, Armando Pita como Lumière, Angels Jiménez como Sra. Potts, Esteban Oliver como Dindón, Raúl Peña como Lefou, Lorenzo Valverde como Maurice, Silvia Luchetti como Babette y María José Oquendo como Madame de la Grande Bouche. 
El musical realizó su última función en Madrid el 11 de enero de 2009 y a continuación fue transferido al BTM de Barcelona, donde se instaló entre el 26 de febrero de 2009 y el 10 de enero de 2010, con Daniel Anglès como director residente. En total, esta segunda producción realizó aproximadamente 600 funciones a lo largo de los más de dos años que se mantuvo en cartel.
2012
En 2012, la versión de Stage Entertainment volvió a los escenarios españoles para realizar su primera gira nacional. El tour se estrenó oficialmente el 6 de septiembre de 2012 en el Teatro Calderón de Valladolid y finalizó el 15 de septiembre de 2013 en el Centro de las Artes Escénicas y de la Música de Salamanca, tras haber visitado dieciocho ciudades diferentes. Daniel Anglès se puso de nuevo al frente de la compañía como director residente, mientras que Pablo Eisele y Antonio Palmer se hicieron cargo de la dirección musical.
El reparto estuvo liderado por Talía del Val como Bella, Ignasi Vidal como Bestia,Daniel Diges como Gastón, Diego Rodríguez como Lumière, Mone como Sra. Potts, Frank Capdet como Dindón, Raúl Peña repitiendo como Lefou, Enrique R. del Portal como Maurice, Marta Capel repitiendo como Babette y Eva Diago como Madame de la Grande Bouche. Los actores infantiles que interpretaron a Chip fueron seleccionados en cada ciudad donde se representó el musical. 
Entre las tres producciones españolas de La bella y la bestia que ha habido hasta la fecha se han llevado a cabo 1 948 funciones y el número total de espectadores supera los 1,7 millones.

### Otras producciones
La bella y la bestia se ha representado en países como Alemania, Argentina, Australia, Austria, Bélgica, Brasil, Canadá, Catar, China, Colombia, Corea del Sur, Egipto, Emiratos Árabes, España, Estados Unidos, Estonia, Filipinas, Finlandia, Francia, Grecia, Hungría, India, Indonesia, Irlanda, Israel, Italia, Japón, Líbano, México, Noruega, Países Bajos, Polonia, Reino Unido, Rumania, Rusia, Singapur, Sudáfrica, Suecia, Suiza, Tailandia, Taiwán o Turquía, y ha sido traducido a multitud de idiomas. En total ha sido visto por más de 35 millones de espectadores en todo el mundo y su recaudación global asciende a 1 700 millones de dólares.
La primera ciudad en poner en escena el musical después de Nueva York fue Los Ángeles, donde levantó el telón el 12 de abril de 1995 en el Shubert Theatre, con varios miembros del reparto original de Broadway, entre ellos, Susan Egan (Bella), Terrence Mann (Bestia), Burke Moses (Gastón), Gary Beach (Lumière), Beth Fowler (Sra. Potts) y Tom Bosley (Maurice)
Australia fue el siguiente país en acoger un montaje de La bella y la bestia. El estreno fue el 15 de julio de 1995 en el Princess Theatre de Melbourne y contó con Hugh Jackman en el papel de Gastón, acompañado de Rachael Beck como Bella y Michael Cormick como Bestia. Posteriormente, la producción también pudo verse en Sídney.
En Canadá debutó el 25 de julio de 1995 en el Princess of Wales Theatre de Toronto, con Kerry Butler como Bella y Chuck Wagner como Bestia, y se mantuvo en cartel hasta el 30 de agosto de 1997.
La bella y la bestia ha salido de gira por Estados Unidos en varias ocasiones. El primer tour dio comienzo el 7 de noviembre de 1995 en el Orpheum Theatre de Mineápolis, protagonizado por Kim Huber como Bella y Fred Inkley como Bestia, y permaneció en la carretera durante más de tres años.
En 2005, Disney Theatrical y Stage Entertainment llegaron a un acuerdo para crear una nueva versión para Europa. Dirigida por Glenn Casale, esta reinterpretación del espectáculo cuenta con coreografía de John MacInnis, diseño de escenografía de David Gallo, diseño de vestuario de Miguel Ángel Huidor y diseño de iluminación de Mike Baldassari, y hasta la fecha ha sido estrenada en Países Bajos, Alemania, Bélgica, España, Rusia, Italia y Francia.
La actriz Catherine Deneuve prestó su voz a la narradora del prólogo en la producción francesa que se representó en el Théâtre Mogador de París entre el 24 de octubre de 2013 y el 27 de julio de 2014.
Para celebrar el vigésimo aniversario de su estreno en Broadway, NETworks Presentations y Broadway Entertainment Group lanzaron la primera gira internacional de La bella y la bestia, que arrancó el 10 de octubre de 2014 en el Zorlu Center de Estambul y durante más de un año visitó catorce países diferentes, concluyendo el 9 de enero de 2016 en el World Trade Centre de Dubái.

## Personajes
| Personaje                  | Descripción |
| Bella                      | Una joven inteligente y aficionada a la lectura que vive en una pequeña aldea en la que no termina de encajar. Considerada un bicho raro por todos, desea vivir aventuras emocionantes y conocer otros lugares. |
| Bestia                     | Un príncipe transformado en una horrible bestia como castigo a su comportamiento cruel y egoísta. Imponente y de mal temperamento, oculta un gran corazón bajo su desagradable aspecto.                         |
| Gastón                     | El antagonista de la historia. Un egocéntrico cazador empeñado en casarse con Bella. |
| Lumiére                    | El ayuda de cámara del castillo convertido en candelabro. |
| Sra. Potts                 | La cocinera del castillo convertida en tetera. |
| Dindón                     | El mayordomo del castillo convertido en reloj de sobremesa. |
| Lefou                      | El torpe y adulador secuaz de Gastón que siempre va con él a todas partes. |
| Maurice                    | El padre de Bella, un excéntrico inventor que busca que sus proyectos sean reconocidos en la feria comarcal. Es cariñoso y comprende mejor que nadie a su hija.                                                 |
| Babette                    | Una sirvienta del castillo convertida en plumero. |
| Madame de la Grande Bouche | Una antigua diva de la ópera convertida en armario ropero. |
| Monsieur D'Arque           | El propietario del manicomio local. |
| Chip                       | El hijo de la Sra. Potts convertido en tacita. |

## Números musicales
| Acto I                                    |                                    |
| Título original                           | Título en España                   |
| «Overture»                                | «Obertura»                         |
| «Prologue»                                | «Prólogo»                          |
| «Belle»                                   | «Bella»                            |
| «No Matter What» *                        | «No importa qué»                   |
| «No Matter What (Reprise)»/«Wolf Chase» * | «No importa qué (Reprise)»/«Lobos» |
| «Me» *                                    | «Yo»                               |
| «Belle (Reprise)»                         | «Bella (Reprise)»                  |
| «Home» *                                  | «Hogar»                            |
| «Home (Reprise)» *                        | «Hogar (Reprise)»                  |
| «Gaston»                                  | «Gastón»                           |
| «Gaston (Reprise)»                        | «Gastón (Reprise)»                 |
| «How Long Must This Go On?» *             | «No puedo imaginar»                |
| «Be Our Guest»                            | «¡Qué festín!»                     |
| «If I Can't Love Her» *                   | «Si no puedo amarla»               |
| Acto II                                   |                                    |
| Título original                           | Título en España                   |
| «Entr'acte»/«Wolf Chase»                  | «Entreacto»/«Lobos»                |
| «Something There»                         | «Algo nuevo»                       |
| «Human Again» ‡                           | «Ser humano otra vez»              |
| «Maison Des Lunes» *                      | «La loca maison»                   |
| «Beauty and the Beast»                    | «La bella y la bestia»             |
| «If I Can't Love Her (Reprise)» *         | «Si no puedo amarla (Reprise)»     |
| «A Change in Me» * §                      | «Un cambio en mí»                  |
| «The Mob Song»                            | «El linchamiento»                  |
| «The Battle»                              | «La batalla»                       |
| «Home (Reprise)» *                        | «Hogar (Reprise)»                  |
| «Transformation» *                        | «Transformación»                   |
| «Beauty and the Beast» (Reprise)          | «La bella y la bestia» (Reprise)   |

* Letras de Tim Rice.
‡ «Human Again» se compuso originalmente para la película de animación, pero fue descartada durante el proceso de creación porque no encontraron la forma de que encajase en la línea temporal de la historia. Debido a la buena acogida que tuvo la canción en la versión teatral, en 2002 fue añadida a la película para su reestreno en IMAX y correspondiente edición en DVD.
§ «A Change in Me» fue escrita para la incorporación de Toni Braxton al montaje original de Broadway en 1998 y desde entonces está presente en la mayoría de las producciones internacionales.

## Repartos originales

### Broadway/West End
| Personaje                  | Broadway (1994)  | West End (1997)                           | West End (2022)                                                        |
| Bella                      | Susan Egan       | Julie-Alanah Brighten                     | Courtney Stapleton                                                     |
| Bestia                     | Terrence Mann    | Alasdair Harvey                           | Shaq Taylor                                                            |
| Gastón                     | Burke Moses      | Burke Moses                               | Tom Senior                                                             |
| Lumière                    | Gary Beach       | Derek Griffths                            | Gavin Lee                                                              |
| Sra. Potts                 | Beth Fowler      | Mary Millar                               | Sam Bailey                                                             |
| Dindón                     | Heath Lamberts   | Barry James                               | Nigel Richards                                                         |
| Lefou                      | Kenny Raskin     | Richard Gauntlet                          | Louis Stockil                                                          |
| Maurice                    | Tom Bosley       | Norman Rossington                         | Martin Ball                                                            |
| Babette                    | Stacey Logan     | Rebecca Thornhill                         | Emma Caffrey                                                           |
| Madame de la Grande Bouche | Eleanor Glockner | Di Botcher                                | Samantha Bingley                                                       |
| Monsieur D'Arque           | Gordon Stanley   | David Pendlebury                          | Thomas Lee-Kidd                                                        |
| Chip                       | Brian Press      | Ben Butterfield Dayle Hodge Simon Kennedy | Benjamin Dalton Sekhani Dumezweni Zarian Marcel Obatarhe Rojae Simpson |

### América Latina
| Personaje                  | Ciudad de México (1997) | Buenos Aires (1998)                                | Ciudad de México (2007)                      | Buenos Aires (2010) |
| Bella                      | Lolita Cortés           | Marisol Otero                                      | Ana Cecilia Anzaldúa                         | Magalí Sánchez      |
| Bestia                     | Roberto Blandón         | Juan Rodó                                          | Mauricio Martínez Federico Di Lorenzo        | Martín Ruiz         |
| Gastón                     | Sergio Zaldívar         | Diego Jaraz                                        | Sergio Zaldívar                              | Federico Moore      |
| Lumière                    | Tonny Batres            | Pablo Lizaso                                       | Daniel Araujo                                | Carlos Silveyra     |
| Sra. Potts                 | Norma Herrera           | Mónica Núñez Cortés                                | Ruth Ramírez                                 | Marisol Otero       |
| Dindón                     | René Azcoitia           | Omar Pini                                          | Gerardo González                             | Ricardo Bangueses   |
| Lefou                      | Lenny Zundel            | Gustavo Monje                                      | Enrique Chi                                  | Roger González      |
| Maurice                    | Jorge Alfredo Obregón   | Rodolfo Valss                                      | Moisés Suárez                                | Rodolfo Valss       |
| Babette                    | Pía Aun                 | Alejandra Radano                                   | Jolianna Andrade                             | Ana Fontán          |
| Madame de la Grande Bouche | Estrella Ramírez        | Nelly Fontán                                       | Laura Cortés                                 | Tiki Lovera         |
| Monsieur D'Arque           |                         |                                                    |                                              |                     |
| Chip                       |                         | Brian Salter Agustín Croci Márquez Leonel Desimone | Emilio Catalán Alejandro Prado Diego Tenorio |                     |

### España
| Personaje                  | Madrid (1999)                | Madrid (2007)                                   | Gira (2012)                                   |
| Bella                      | Xènia Reguant                | Julia Möller                                    | Talía del Val                                 |
| Bestia                     | Carlos Marín                 | David Ordinas                                   | Ignasi Vidal                                  |
| Gastón                     | Lisardo Guarinos             | Pablo Puyol                                     | Daniel Diges                                  |
| Lumière                    | Germán Torres                | Armando Pita                                    | Diego Rodríguez                               |
| Sra. Potts                 | Kirby Navarro                | Angels Jiménez                                  | Mone                                          |
| Dindón                     | David Venancio Muro          | Esteban Oliver                                  | Frank Capdet                                  |
| Lefou                      | Víctor Ullate Roche          | Raúl Peña                                       | Raúl Peña                                     |
| Maurice                    | Miguel de Grandy             | Lorenzo Valverde                                | Enrique R. del Portal                         |
| Babette                    | Dulcinea Juárez              | Silvia Luchetti                                 | Marta Capel                                   |
| Madame de la Grande Bouche | Laura Inclán                 | María José Oquendo                              | Eva Diago                                     |
| Monsieur D'Arque           | Pedro Pomares                | Antonio Queimadelos                             | Jaume Giró                                    |
| Chip                       | Adrián Ortiz Christian María | Marco Dickens Blas S.J. Valverde Aníbal Tártalo | Ángel Guillem Sanz Adrián Sanz Gabriel Sanz * |

* Los actores infantiles que interpretaron a Chip en la gira española fueron seleccionados en cada ciudad donde se representó el musical. Ángel Guillem Sanz, Adrián Sanz y Gabriel Sanz fueron los niños que estrenaron el personaje en la primera parada de la producción en el Teatro Calderón de Valladolid.
Reemplazos destacados en la producción española de 1999
- Bella: Julia Möller
- Bestia: Joe Luciano
- Gastón: Manuel Bandera
- Lefou: David Mur
- Chip: Ricardo Gómez

Reemplazos destacados en la producción española de 2007
- Bella: María Adamuz
- Gastón: Sergi Albert
- Lumière: Pablo Ibáñez
- Sra. Potts: Rita Barber, Mercè Martínez
- Maurice: Albert Muntanyola
- Babette: Marta Capel
- Madame de la Grande Bouche: Patricia Paisal

Reemplazos destacados en la producción española de 2012
- Gastón: Roger Berruezo
- Dindón: Ángel Saavedra

## Grabaciones
Existen varios álbumes grabados en sus respectivos idiomas por los elencos de Broadway (1994), Australia (1995), Japón (1996 y 2023), Austria (1996), Londres (1997), Alemania (1998), España (2000 y 2008), Países Bajos (2005), Bélgica (2007), Rusia (2009) e Italia (2010).
Los dos únicos álbumes editados en español son los correspondientes a las producciones estrenadas en Madrid en 1999 y 2007. Además, cuando la segunda puesta en escena española fue transferida a Barcelona en 2009, los temas «La bella y la bestia» y «Un cambio en mí» fueron grabados con fines promocionales por Mercè Martínez y María Adamuz respectivamente, mientras que para la gira por España de 2012 se hizo lo propio con las canciones «Yo» (por Daniel Diges y Talía del Val), «Hogar» (por Talía del Val), «Si no puedo amarla» (por Ignasi Vidal) y «La bella y la bestia» (por Mone).
La canción «A Change in Me», que no está incluida en la grabación original de Broadway ya que fue añadida posteriormente, puede escucharse en diferentes idiomas en los álbumes de Países Bajos, Bélgica, España (2008), Rusia, Italia y Japón (2023).

## Premios y nominaciones

### Producción original de Broadway
| 1994 | Tony Award                           |                                      |                                      |           |
| 1994 | Tony Award                           | Mejor musical                        | Mejor musical                        | Nominado  |
| 1994 | Tony Award                           | Mejor libreto de un musical          | Linda Woolverton                     | Nominada  |
| 1994 | Tony Award                           | Mejor música original                | Alan Menken, Howard Ashman, Tim Rice | Nominados |
| 1994 | Tony Award                           | Mejor actor principal en un musical  | Terrence Mann                        | Nominado  |
| 1994 | Tony Award                           | Mejor actriz principal en un musical | Susan Egan                           | Nominada  |
| 1994 | Tony Award                           | Mejor actor de reparto en un musical | Gary Beach                           | Nominado  |
| 1994 | Tony Award                           | Mejor dirección en un musical        | Robert Jess Roth                     | Nominado  |
| 1994 | Tony Award                           | Mejor diseño de vestuario            | Ann Hould-Ward                       | Ganadora  |
| 1994 | Tony Award                           | Mejor diseño de iluminación          | Natasha Katz                         | Nominada  |
| 1994 | Drama Desk Award                     |                                      |                                      |           |
| 1994 | Mejor musical                        | Mejor musical                        | Nominado                             |           |
| 1994 | Mejor actor en un musical            | Terrence Mann                        | Nominado                             |           |
| 1994 | Mejor actriz en un musical           | Susan Egan                           | Nominada                             |           |
| 1994 | Mejor actor de reparto en un musical | Burke Moses                          | Nominado                             |           |
| 1994 | Mejor coreografía                    | Matt West                            | Nominado                             |           |
| 1994 | Mejores orquestaciones               | Danny Troob                          | Nominado                             |           |
| 1994 | Mejores letras                       | Howard Ashman, Tim Rice              | Nominados                            |           |
| 1994 | Mejor música                         | Alan Menken                          | Nominado                             |           |
| 1994 | Mejor diseño de sonido               | T. Richard Fitzgerald                | Nominado                             |           |
| 1994 | Mejores efectos especiales           | Jim Steinmeyer, John Gaughan         | Nominados                            |           |

### Producción original del West End
| Año  | Premio        | Categoría                 | Nominado            | Resultado |
| ---- | ------------- | ------------------------- | ------------------- | --------- |
| 1998 | Olivier Award | Mejor musical nuevo       | Mejor musical nuevo | Ganador   |
| 1998 | Olivier Award | Mejor coreografía         | Matt West           | Nominado  |
| 1998 | Olivier Award | Mejor diseño de vestuario | Ann Hould-Ward      | Nominada  |

### Producción original española
| Año  | Premio     | Categoría                          | Nominado                           | Resultado |
| ---- | ---------- | ---------------------------------- | ---------------------------------- | --------- |
| 2000 | Premio Max | Mejor espectáculo musical o lírico | Mejor espectáculo musical o lírico | Nominado  |
| 2002 | Premio Max | Mejor diseño de vestuario          | Ann Hould-Ward                     | Nominada  |

### Producción española de 2007
| 2008 | Premio del Teatro Musical |                               |                               |           |
| 2008 | Premio del Teatro Musical | Mejor musical                 | Mejor musical                 | Nominado  |
| 2008 | Premio del Teatro Musical | Mejor coreografía             | John MacInnis                 | Nominado  |
| 2008 | Premio del Teatro Musical | Mejor dirección musical       | Santiago Pérez                | Nominado  |
| 2008 | Premio del Teatro Musical | Mejor figurinista             | Miguel Ángel Huidor           | Ganador   |
| 2008 | Premio del Teatro Musical | Mejor diseño de iluminación   | Mike Baldassari               | Nominado  |
| 2008 | Premio del Teatro Musical | Mejor maquillaje y peluquería | Sjoerd Didden, Harold Mertens | Nominados |
| 2008 | Premio del Teatro Musical | Mejor actor                   | Pablo Puyol                   | Nominado  |
| 2008 | Premio del Teatro Musical | Mejor actriz                  | Julia Möller                  | Nominada  |
| 2008 | Premio del Teatro Musical | Mejor actor de reparto        | Raúl Peña                     | Nominado  |
| 2008 | Premio del Teatro Musical | Mejor actor de reparto        | Armando Pita                  | Ganador   |
| 2008 | Premio del Teatro Musical | Mejor actriz de reparto       | Angels Jiménez                | Nominada  |

### Producción española de 2012
| 2014 | Premio del Teatro Musical |                           |                       |          |
| 2014 | Premio del Teatro Musical | Mejor actor protagonista  | Ignasi Vidal          | Nominado |
| 2014 | Premio del Teatro Musical | Mejor actriz protagonista | Talía del Val         | Nominada |
| 2014 | Premio del Teatro Musical | Mejor actor de reparto    | Enrique R. del Portal | Nominado |